# Rudolf von Ploetz
Karl Rudolf Hugo von Ploetz (* 8. April 1825 in Sangerhausen; † 21. Januar 1898 in Magdeburg) war ein preußischer Generalmajor.

## Leben

### Herkunft
Rudolf entstammte dem neumärkischen Uradelsgeschlecht von Ploetz. Er war der Sohn des königlich sächsischen Rittmeisters Adolf von Ploetz (1789–1843) und dessen Ehefrau Sophie, geborene Hornickel (1799–1864).

### Militärkarriere
Ploetz trat am 21. Januar 1843 als Musketier in das 26. Infanterie-Regiment der Preußischen Armee ein und avancierte bis Mitte März 1847 zum Sekondeleutnant. Als solcher nahm er 1849 an der Niederschlagung der Badischen Revolution teil und war im November/Dezember des Folgejahres zum Ersatz-Bataillon der 13. Infanterie-Brigade kommandiert. Anfang April 1851 wurde Ploetz Adjutant des II. Bataillons, fungierte anschließend von Ende April 1854 bis Mitte Juni 1859 als Regimentsadjutant und stieg in dieser Stellung zum Hauptmann auf. Am 1. Juli 1860 erfolgte seine Ernennung zum Kompaniechef. In dieser Eigenschaft nahm er 1866 während des Krieges gegen Österreich an der Schlacht bei Münchengrätz teil und wurde bei Königgrätz durch einen Prellschuss am rechten Unterarm verwundet. Für sein Wirken erhielt Ploetz den Kronen-Orden IV. Klasse mit Schwertern und sein Regimentschef Karl Anton zu Hohenzollern-Sigmaringen würdigte ihn durch die Verleihung des Ehrenkreuzes III. Klasse des Fürstlichen Hausordens von Hohenzollern mit Schwertern.
Mit der Beförderung zum Major wurde Ploetz Ende September 1867 in das 7. Thüringische Infanterie-Regiment Nr. 96 versetzt und Ende Oktober 1868 zum Kommandeur des I. Bataillons in Altenburg ernannt. Im Krieg gegen Frankreich führte er seinen Verband 1870/71 bei Beaumont, Sedan und vor Paris. Neben dem Eisernen Kreuz II. Klasse wurde Ploetz mit dem Ehrenkreuz von Schwarzburg I. Klasse mit Schwertern ausgezeichnet. Nach dem Friedensschluss avancierte er Ende März 1873 zum Oberstleutnant und Mitte April 1875 beauftragte man ihn unter Stellung à la suite mit der Führung des 2. Hannoverschen Infanterie-Regiments Nr. 77. Am 19. Juni 1875 erfolgte seine Ernennung zum Regimentskommandeur sowie am 3. Juli 1875 die Beförderung zum Oberst. In Genehmigung seines Abschiedsgesuches wurde Ploetz am 12. Februar 1881 mit dem Charakter als Generalmajor und mit Pension zur Disposition gestellt. Nach seiner Verabschiedung verlieh ihm Kaiser Wilhelm I. am 7. September 1881 den Kronen-Orden II. Klasse mit Schwertern.
Er starb 1898 an einem Gehirnschlag.

### Familie
Ploetz verheiratete sich am 22. April 1857 in Magdeburg mit Jenny Meier (1839–1910). Aus der Ehe gingen drei Töchter hervor:
- Elisabeth (* 1859) ⚭ 1890 Karl von Kehler (1855–1926), preußischer Generalleutnant
- Margarete (* 1861)
- Melanie (* 1868) ⚭ 1904 Otto Trützschler von Falkenstein (1855–1922), preußischer Generalmajor